# Yang Luchan
Pour les articles homonymes, voir Yang.
Dans ce nom, le nom de famille, Yang, précède le nom personnel.
Yang Lu-ch'an ou Yang Luchan (chinois simplifié : 杨露禅 ; chinois traditionnel : 楊露禅 ; pinyin : yáng lùchán) (1799-1872) ou Fukui (福魁, fúkuí, « chef félicité »), surnommé « Yang l'invincible », est connu comme le fondateur du tai chi chuan style Yang,.

## Biographie
Yang Lu-ch'an serait issu d'une famille modeste de la préfecture de Guangping de la province du Hebei. Luchan aurait aidé son père aux champs et exercé pendant son adolescence divers petits métiers temporaires. C'est ainsi qu'il aurait travaillé à la pharmacie Taihe Tang dans le district de Yongnian, tenue par Chen Dehu du village des Chen de la province de Henan. La tradition ajoute qu'un jour, Yang Luchan aurait été témoin d'une altercation entre un de ses patrons et un groupe de voleurs. Le patron se serait débarrassé des voleurs au moyen d'un art martial que Luchan n'aurait jamais vu auparavant. Impressionné, il aurait demandé au propriétaire de la pharmacie, Chen De Hu, de lui enseigner ce style. Chen Dehu aurait alors envoyé Luchan au village Chen pour y rencontrer son propre professeur, Ch'en Chang-hsing, lui-même maître de 14e génération de la famille Chen,.
Une autre version de cette histoire avance que Yang Luchan aurait été acheté comme domestique vers l'âge de dix ans par le propriétaire de cette pharmacie et qu'il aurait suivi son maître lorsque ce dernier retourna dans son village natal,. Yang Luchan serait par la suite devenu élève de l'un des plus célèbres maîtres de cette époque, Ch'en Chang-hsing.
Au bout d'environ 25 ans à Chenjiaou, Yang Luchan retourne dans son village natal avant de se rendre à Pékin pour y former ses propres élèves. Parmi ceux-ci on compte notamment Wu Yu-hsiang et ses frères, qui étaient fonctionnaires au sein de la dynastie Qing. En 1850, il aurait été engagé par la famille impériale pour enseigner le Tai Chi Chuan à l'élite de la garde impériale mandchoue au sein de la cité interdite. Parmi ses élèves, on trouve notamment Wu Ch'uan-yu. C'est véritablement le début de l'expansion d'un art familial issu d'un petit village du centre de la Chine en un phénomène international En raison de son influence et du grand nombre de professeurs qu'il contribua à former (en plus de ses propres descendants), Yang Luchan est admis par quatre des cinq familles principales de Tai Chi Chuan comme celui par qui l'art leur a été transmis,,.

## Héritage
Yang Lu-ch'an transmet son art à :
- son second fils (le premier à avoir atteint l'âge adulte), Yang Banhou (楊班侯, 1837-1890), qui enseigne également au sein de la famille impériale[1] Yang Pan-hou devient ainsi le professeur de Wu Ch'uan-yu (Wu Quanyou), un officier de cavalerie mandchou, même s'il est vrai que son père Yang Lu-ch'an est le premier professeur de Wu Ch'uan-yu's[2] Le fils de Wu Ch'uan-yu, Wu Chien-ch'uan (Wu Jianquan), officier lui-aussi, devient avec son père le cofondateur du style Wu de Tai Chi Chuan[6].
- son troisième fils Yang Chien-hou (Jianhou) (1839-1917), qui forme ensuite ses propres fils Yang Shao-hou (楊少侯, 1862-1930) et Yang Chengfu (楊澄甫, 1883-1936)[1],[2],[6].
- Wu Yu-hsiang (Wu Yuxiang, 武禹襄, 1813-1880) qui développe son propre style style Wu, style qui trois générations plus tard donne lui-même naissance au style Sun[2],[6].